# 圧力抵抗
圧力抵抗（あつりょくていこう）とは、流体から物体の表面に対して垂直に働く力の合力によって発生する抵抗のことである。形状抵抗ともいうが、これは圧力抵抗は物体の形状と大きく関係するためである。流線形であるなどの理由により境界層が剥離しない場合、圧力抵抗は極めて小さくなり、抵抗はほぼ摩擦抵抗のみとなる。